# 中国热带农业科学院

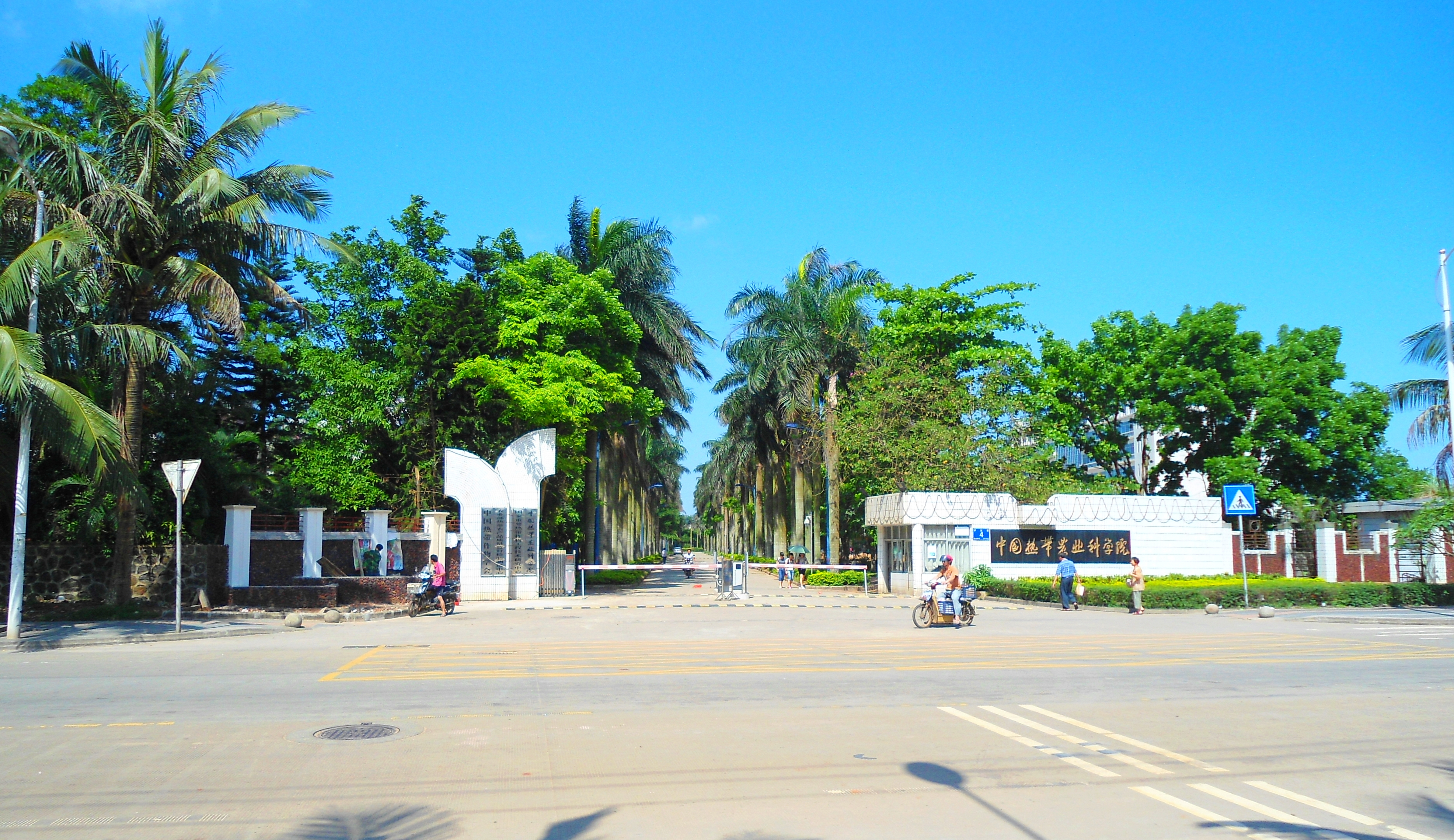
中国热带农业科学院

中国热带农业科学院（简称中国热科院）是直属于中华人民共和国农业农村部的农业科研机构。成立于1954年，是中国唯一的综合性热带农业科学研究机构。

## 历史
1950年朝鲜战争爆发后，为打破国外对天然橡胶的封锁，中共中央决定在华南地区建立天然橡胶生产基地。1951年，中央人民政府政务院通过《关于扩大培植橡胶树的决定》，并成立华南垦殖局以推进相关工作。随后，以原广西桐油研究所和重庆工业试验所橡胶组为基础，从多所高校和科研机构抽调专家及毕业生筹备研究所。
1954年3月1日在广州创建林业部华南热带林业科学研究所，研究橡胶种植。同年橡胶种植由林业部转为农业部，该机构改称华南热带作物科学研究所。1956年，该机构并入农垦部，改名为华南亚热带作物科学研究所，并于1958年3月15日迁至海南岛儋县，同时创办华南农学院海南分院。
1965年，研究所扩建为农垦部热带作物科学研究院。1973年初，国家计委等部门决定恢复华南热带作物科学研究院和华南热带作物学院，受广东省和广州军区生产建设兵团双重领导。1979年两院实行国家农垦总局和广东省双重领导，以总局为主，为部属局级单位。
1994年，研究院更名为中国热带农业科学院。
2002年10月，在海口办事处的基础上建立热科院海口实验站，为农业事业单位。

## 机构概况
中国热科院总部位于海南，设有海口、儋州、三亚和广东湛江四个院区，拥有14个科研机构，总土地面积6.99万亩。在职职工超过3600人。
中国热科院拥有热带作物生物育种全国重点实验室，以及一系列国家级和省部级科技创新平台，包括146个科研平台、12个院士创新平台、6个博士后科研工作站、8个国际联合实验室和13个境外农业试验站。
下属单位：
- 中国热带农业科学院橡胶研究所
- 中国热带农业科学院热带作物品种资源研究所
- 中国热带农业科学院环境与植物保护研究所
- 中国热带农业科学院热带生物技术研究所
- 中国热带农业科学院南亚热带作物研究所
- 中国热带农业科学院科技信息研究所
- 中国热带农业科学院分析测试中心
- 中国热带农业科学院海口实验站
- 中国热带农业科学院湛江实验站
- 中国热带农业科学院广州实验站
- 中国热带农业科学院农产品加工研究所
- 中国热带农业科学院农业机械研究所
- 中国热带农业科学院香料饮料研究所
- 中国热带农业科学院椰子研究所

## 研究领域
从天然橡胶研究起步，中国热科院逐步扩展到以下产业领域：
- 天然橡胶
- 甘蔗
- 木薯
- 香蕉及其他热带果树
- 热带木本油料
- 热带花卉与蔬菜
- 热带香料与饮料作物
- 热带草业与养殖动物
- 热带经济作物

此外，学科体系涵盖热带作物科学、农业资源与环境科学、植物保护与生物安全、草业与养殖科学、农业工程以及农业经济与乡村振兴等领域。